# Aleksandrs Muzičenko
Aleksandrs Muzičenko (ur. 7 maja 1955 w Omsku) – łotewski żeglarz sportowy. W barwach ZSRR złoty medalista olimpijski z Moskwy.
Zawody w 1980 były jego jedynymi igrzyskami olimpijskimi. Pod nieobecność sportowców z części krajów Zachodu zwyciężył w klasie Star, płynąc z Wałentynem Mankinem.